# 月桂酸丁酯
月桂酸丁酯（英語：butyl laurate）是一种有机化合物，化学式C16H32O2，可见于押不卢、毒茄蔘、芒果树等物种。